# 田中達也 (作曲家)
田中 達也（たなか たつや、1983年 - ）は、日本の作曲家、編曲家。

## 略歴
東京都出身。東京学芸大学教育学部中等教育教員養成課程音楽専攻を経て、同大学大学院教育学研究科音楽教育専攻音楽コース作曲領域を修了。これまでに師事したのは、作曲を上田真樹、山内雅弘、金田潮兒、ピアノを椎野伸一、指揮法を伊藤栄一、山本訓久。合唱作品を中心に作曲、編曲、合唱指導、客演指揮など幅広く活動している。自作合唱作品はカワイ出版、編曲作品はエレヴァートミュージックなどから出版されている。

## 主要音楽作品
- 混声合唱曲「悲しくなったときは」（2006・詩：寺山修司）
- 無伴奏女声合唱のための「あしたには消えてる歌」（2006・詩：枡野浩一）
- 混声合唱とピアノのための組曲「夏の断崖」（2008・詩：青木景子）第19回朝日作曲賞佳作[2]
- メゾソプラノとピアノのための「夢みたものは」（2008・第15回奏楽堂日本歌曲コンクール作曲部門中田喜直賞の部入選）
- 無伴奏混声合唱のための「朝の交響」（2010・詩：田口犬男・カワイ出版）
- 男声アンサンブルのための「十五のこころ」（2012・詩：石川啄木）
- 混声合唱とピアノのための「風の吹く日に」（2012・詩：早坂類・カワイ出版）
- 無伴奏女声合唱のための「五つのスケッチ」（2013・詩：新川和江）
- 「さいはひはここに ～祝婚三首～」（2013・短歌：栗原寛・パナムジカ）
- 男声合唱とピアノのための「シーラカンス日和」（2014・詩：水無田気流・カワイ出版）
- 無伴奏混声合唱組曲「ミライノコドモ」（2014・詩:谷川俊太郎・カワイ出版）
- 「さびしき野辺」（2014・詩：立原道造）
- 無伴奏混声合唱曲集「レモンイエローの夏」（2015・詩：みなづきみのり・カワイ出版）
- 女声合唱とピアノのための組曲「桜の花びらのように」（2015・詩：みなづきみのり）
- 無伴奏女声合唱のための二章「小さな愛が‥‥」（2023・詩：吉原幸子）